# NBA Live 18
《NBA LIVE 18》是一款籃球電子遊戲，由EA Tiburon開發，EA Sports發行。遊戲於2017年9月15日在PlayStation 4和Xbox One平台上推出。
2017年6月，艺电（EA）在E3 2017前夕舉辦的EA Play記者會中，正式公開《NBA Live 18》。
2017年8月，EA宣布《NBA Live 18》將加入WNBA所有球隊，並且可以讓玩家操控最喜爱的WNBA球員。而這也是WNBA成立20年來首次出現在籃球電玩遊戲中。並且EA宣布試玩版將於同年8月11日推出。
封面人物為James Harden。

## 評價
《NBA Live 18》獲得IGN6.5分的評價。IGN表示《NBA Live 18》簡單流暢的遊戲機制使NBA或者說籃球遊戲（包括女籃）更加得平易近人，容易上手。但是在其他地方仍舊沒有發揮出潛能，在很多其他模式中，有趣玩法與遊戲深度的欠缺使得玩家們不值得在這款遊戲上投入更多的精力。